# Односторонняя восьмёрка
Односторо́нняя восьмёрка (англ. Single Bowline on the bight — «одинарный булинь на середине верёвки») — временная петля, которую завязывают исключительно на середине троса. Применяют в спелеотуризме для создания точки крепления на основной альпинистской верёвке.

## Признаки
Плюсы
- Сравнительно легко завязывать одной рукой
- Петлю для крепления располагают в желаемом направлении вдоль верёвки (вверх или вниз)
- Нет надобности в контрольном узле (так как узел завязывают на середине верёвки)

Минусы
- Петля надёжно работает лишь в заданную при завязывании сторону
- Легко ошибиться при завязывании

## Применение
В морском деле
- Для создания петли на середине троса в такелажных работах

В спелеотуризме
- Для создания точки крепления на базовой верёвке при оборудовании полиспаста при ПСР или навесно́й переправе

## Булини
- Беседочный узел
- Голландский булинь
- Полуторный булинь
- Водный булинь
- Двойной булинь
- Бегущий булинь
- Два встречных беседочных узла[фр.]
- Двойной беседочный узел
- Тройной булинь[англ.]
- Встречный булинь
- Двойной беседочный узел
- Португальский булинь
- Испанский булинь
- Казачий узел
- Калмыцкий узел
- Эскимосский булинь
- Односторонняя восьмёрка